# Giovânia (futebolista)
Giovânia Domingas Campos (São Bento, 31 de outubro de 1985), conhecida popularmente como Giovânia, é uma futebolista brasileira maranhense que atua como atacante. Atualmente, joga pelo Gaziantep Asya Spor, clube da Liga Turca Feminina.
A atacante tem passagens por Saad, Francana, Rio Preto, Hyundai (COR), ASD Bardolino (ITA), São José, Vegalta Sendai (JAP), Vicsale Okinawa (JAP), Iranduba, São Paulo FC, Asa Telaviv Wcf Israel e Asya Spor Kulubu Turquia. Em sua carreira profissional, Giovânia conquistou duas Libertadores, um Mundial, três Copas do Brasil e dois Paulistas, além de um Sul-Americano pela Seleção Brasileira.
Nos últimos anos, Giovânia continuou a se destacar no futebol internacional. Em sua passagem pelo Gaziantep Asya Spor, tem sido peça fundamental na equipe, participando de competições nacionais e internacionais. Durante a temporada 2023/2024, disputou 3 jogos, acumulando 240 minutos em campo.
Até o momento, Giovânia soma mais de 237 gols em sua carreira, reforçando sua importância como uma das principais atacantes do futebol feminino brasileiro.

## Biografia
Giovânia nasceu dia 31 de outubro no ano de 1985, no interior de Maranhão. Ela começou a jogar futebol ainda criança com seus dois irmãos usando limões e laranjas como bola. A atleta vem de uma família muito pobre, que não conseguia comprar uma bola de futebol. O pai da jogadora sempre apoiou no desejo dela jogar bola, entretanto a mãe não gostava da ideia da filha por causa de ela não ajudar nas tarefas domésticas e ficar brincando com os irmãos. Ainda quando criança, Giovânia chegou a fugir de casa para conseguir jogar futebol tranquilamente e sem que causasse maiores brigas familiares.
Com 12 anos, a jovem garota se mudou para o Rio de Janeiro, cidade onde ela passou muita necessidade, a atleta chegou a dormir no chão algumas vezes e passar fome por falta de dinheiro. Primeiro +emprego foi no lava-jato onde recebeu cem reais que fora depositado na conta da mãe para auxiliar nas contas domésticas.
Sua trajetória amadora no futebol começou em uma modalidade um tanto quanto diferente, o futebol de areia. Ela iniciou no Vibração Rio, time de futebol de areia comandado pela favela da Rocinha. Já adolescente, ela se destacou nos campeonatos de areia e foi convidada para jogar campeonatos de campo. Giovânia foi morar em São Gonçalo para trabalhar de babá, onde ela trabalhava durante o dia e treinava à noite.
Giovânia começou a jogar futebol de campo na escolinha do Gonçalves, na Barra da Tijuca. Por lá, se destacou e aos 17 anos disputou seu primeiro Campeonato de Favela jogando pelo Corte Oito, onde foi vice-campeã e artilheira da competição.  

## Carreira

### Início profissional
Marisa, capitã da Seleção Brasileira na época, ficou impressionada com o futebol da jovem atleta no Campeonato das Favelas e a convidou para jogar no Saad São Caetano, Giovânia então se mudou para São Paulo para pegar firme na carreira de jogadora profissional.  Atacante atuou no time de Marisa até 2007, quando foi para o Francana jogar por uma temporada, foi um ano muito infeliz para a atleta, pois durante todo esse período ela não recebeu os salários de forma correta. Portanto, resolveu jogar no time de Botucatu FC, com uma passagem bem discreta, tanto dela quanto da equipe. Jogadora teve passagens também por Rio Preto e Hyundai da Coreia.

### São José
Foi no time de São José que ela desempenhou o seu melhor futebol. Ganhou três Libertadores e um Mundial pela equipe, além de três Copas do Brasil e dois Paulistas. Diversas dessas competições ela se sagrou artilheira e destaque do time.

### Pós-São José
Em 2015, foi para o Japão e por lá ficou até 2017 quando decidiu voltar ao Brasil e jogar pelo Iranduba, onde teve uma passagem ruim devido à fortes dores e duras lesões. Em 2019, está jogando pelo São Paulo e disputa o Campeonato Brasileiro A2.

## Títulos
1 Copa América 2014
1 Torneio torneio internacional 2012
1 Mundial de Clubes 2014
2 Libertadores 2013 e 2014
3 Copa do Brasil 2007, 2012 e 2013
2 Paulistão 2012 e 2014
1 Brasileirão A2 2019
1 Kush League JP 2016
1 Amazonense 2018
1 Taças das favelas 2017
1 Play Off 2023